# National Board of Review Awards 2015
L'87ª edizione dei National Board of Review Awards si è svolta il 5 gennaio 2016 a New York.
I vincitori sono stati annunciati il 1º dicembre 2015.

## Classifiche

### Migliori dieci film dell'anno
- Il caso Spotlight (Spotlight), regia di Thomas McCarthy
- Creed - Nato per combattere (Creed), regia di Ryan Coogler
- The Hateful Eight, regia di Quentin Tarantino
- Inside Out, regia di Pete Docter
- Il ponte delle spie (Bridge of Spies), regia di Steven Spielberg
- Room, regia di Lenny Abrahamson
- Sicario, regia di Denis Villeneuve
- Sopravvissuto - The Martian (The Martian), regia di Ridley Scott
- Straight Outta Compton, regia di F. Gary Gray

### Migliori cinque film stranieri
- Goodnight Mommy (Ich seh, Ich seh), regia di Veronika Franz e Severin Fiala
- Mediterranea, regia di Jonas Carpignano
- Il segreto del suo volto (Phoenix), regia di Christian Petzold
- È arrivata mia figlia! (Que Horas Ela Volta?), regia di Anna Muylaert
- The Tribe, regia di Myroslav Slaboshpytskiy

### Migliori cinque documentari
- Il ring – Gore Vidal vs William Buckley (Best of Enemies), regia di Morgan Neville e Robert Gordon
- The Black Panthers: Vanguard of the Revolution, regia di Stanley Nelson Jr.
- The Diplomat, regia di David Holbrooke
- Listen to Me Marlon, regia di Stevan Riley
- The Look of Silence, regia di Joshua Oppenheimer

### Migliori dieci film indipendenti
- '71
- 45 anni (45 Years)
- Cop Car
- Ex Machina
- Grandma
- It Follows
- James White
- Mississippi Grind
- Welcome to Me
- Giovani si diventa (While We're Young)

## Premi
- Miglior film: Mad Max: Fury Road, regia di George Miller
- Miglior regista: Ridley Scott per Sopravvissuto - The Martian (The Martian)
- Miglior attore: Matt Damon per Sopravvissuto - The Martian (The Martian)
- Miglior attrice: Brie Larson per Room
- Miglior attore non protagonista: Sylvester Stallone per Creed - Nato per combattere (Creed)
- Miglior attrice non protagonista: Jennifer Jason Leigh per The Hateful Eight
- Miglior sceneggiatura originale: Quentin Tarantino per The Hateful Eight
- Miglior sceneggiatura non originale: Drew Goddard per Sopravvissuto - The Martian (The Martian)
- Miglior film d'animazione: Inside Out, regia di Pete Docter
- Miglior rivelazione (ex aequo):
  - Abraham Attah per Beasts of No Nation
  - Jacob Tremblay per Room
- Miglior regista esordiente: Jonas Carpignano per Mediterranea
- Miglior film straniero: Il figlio di Saul (Son of Saul), regia di László Nemes
- Miglior documentario: Amy, regia di Asif Kapadia
- Premio William K. Everson per la storia del cinema: Cecilia DeMille Presley
- Miglior cast: La grande scommessa (The Big Short)
- Spotlight Award: Sicario per l'eccezionale visione collaborativa
- Premio per la libertà di espressione:
  - Beasts of No Nation, regia di Cary Fukunaga
  - Mustang, regia di Deniz Gamze Ergüven